# Harz-Forschungen
Harz-Forschungen ist der Titel einer Publikationsreihe, die in Ergänzung zu der seit 1868 erscheinenden Harz-Zeitschrift seit 1909 vom Harz-Verein für Geschichte und Altertumskunde e. V. herausgegeben wird. Sie beschäftigt sich in der Hauptsache mit Forschungen und Quellen zur Geschichte des Harzgebietes, erscheint in unregelmäßigen Abständen und enthält Quelleneditionen, Nachschlagewerke, Monographien sowie Tagungsberichte. Die bislang erschienenen Bände sind unten aufgelistet. Die Herausgabe der Reihe erfolgte von 1999 bis 2011 durch Christof Römer in Verbindung mit Jörg Brückner, Bernd Feicke, Hans-Jürgen Grönke, Christian Juranek, Friedhart Knolle und Dieter Pötschke. Seit 2012 leitet Dieter Pötschke die Herausgebergemeinschaft.

## Erschienene Bände
1. Georg Bode: Die Heimburg am Harz und ihr erstes Herrengeschlecht, Wernigerode 1909
2. Heinrich Denker: Die Bergchronik des Hardanus Hake, Pastors zu Wildemann, Wernigerode 1911
3. Walter Möllenberg: Das Mansfelder Bergrecht und seine Geschichte, Wernigerode 1914
4. Eduard Damköhler: Nordharzer Wörterbuch. Auf der Grundlage der Cattenstedter Mundart, Wernigerode 1927
5. Walther Grosse: Geschichte der Stadt und Grafschaft Wernigerode in ihren Forst-, Flur- und Straßennamen, Wernigerode 1929
6. Richard Wieries: Geschichte des Amtes Harzburg nach seinen Forst-, Flur- und Straßennamen, 2. Aufl. Braunschweig 1937
7. Hermann Hille: Die Mundart des nördlichen Harzvorlandes, insbesondere des Huygebietes, Wernigerode 1939
8. Heinrich Pröhle: Harzsagen, Bad Harzburg 1957
9. Friedrich Stolberg: Befestigungsanlagen im und am Harz von der Frühgeschichte bis zu Neuzeit, Hildesheim 1968, ²1983
10. Hans-Friedrich Rosenfeld: Wernigeröder Mundart auf Grund der Sammlungen von Adolf Friederich (1812-92), Neumünster 1975
11. Dieter Pötschke (Hrsg.): Rolande, Kaiser und Recht. Zur Rechtsgeschichte des Harzraums und seiner Umgebung, Berlin 1999
12. Christof Römer (Hrsg.):  Anhaltischer Harz. Profile und Kultur einer historischen Landschaft , Braunschweig und Berlin 2000
13. Hans-Heinrich Hillegeist, Wilfried Ließmann (Hrsg.): Technologietransfer und Auswanderung im Umfeld des Harzer Montanwesens, Berlin 2001
14. Dieter Pötschke (Hrsg.):  Stadtrecht, Roland und Pranger. Zur Rechtsgeschichte von Halberstadt, Goslar, Bremen und märkischen Städten, Wernigerode und Berlin 2002
15. Christof Römer (Hrsg.): Evangelische Landeskirchen im Harzraum, Wernigerode und Berlin 2003
16. Fritz Reinboth (Bearb. u. Hrsg.): Johannes Letzner. Die Walkenrieder Chronik, Walkenried und Berlin 2002
17. Peter Stephan:  Ditfurt. Demographie und Sozialgeschichte einer Landgemeinde nördlich des Harzes über 400 Jahre, Wernigerode und Berlin 2002
18. Claus Heinrich Gattermann:  Der Ausländereinsatz im Landkreis Osterode 1939-1945, Wernigerode und Berlin 2003
19. Dieter Pötschke: Kloster Ilsenburg. Geschichte, Architektur und Bibliothek, Wernigerode und Berlin 2004
20. Wolfram Siegel:  Der heilige Gangolf in Münchenlohra an der Hainleite. Basilika, Kloster und karolingische Vorgeschichte, Wernigerode und Berlin 2005
21. Klaus Thiele (Hrsg.):  1200 Jahre Bistum Halberstadt – Osterwieck. Frühe Mission und frühprotestantische Bilderwelten, Wernigerode und Berlin 2005
22. Dieter Pötschke (Hrsg.): Die Abtei Ilsenburg und andere Klöster im Harzvorraum, Berlin und Wernigerode 2006
23. Dieter Pötschke (Hrsg.):  "vryheit do ik ju openbar ..." Rolande und Stadtgeschichte, Berlin und Wernigerode 2007
24. Dieter Pötschke (Hrsg.): Herrschaft, Glaube und Kunst. Zur Geschichte des Reichsstiftes und Klosters Drübeck, Berlin und Wernigerode 2008
25. Ulrich Flachs (Bearbeitet von Jörg Brückner): Zur Geschichte des Post- und Fernmeldewesens in Wernigerode von den Anfängen bis 1945, Berlin und Wernigerode 2009
26. Klaus Thiele (Hrsg.): Osterwieck. Die Fachwerkstadt aus dem Reformationsjahrhundert und Die Prozessakte Brandt Schmalian von 1614, Berlin und Wernigerode 2010
27. Christian Juranek (Hrsg.), Wilhelm Marbach (Hrsg.): Der Harzer Eisenkunstguss im 19. Jahrhundert, Berlin und Wernigerode 2014 (in Vorb.)
28. Gerd Ilte (Hrsg. Christian Juranek): Kunst und Künstler in Wernigerode nach 1945, Berlin und Wernigerode 2012
29. Peter Lehmann (Hrsg. Christian Juranek): geachtet – geleugnet – geehrt. Oberst Gustav Petri, Retter von Wernigerode, Berlin und Wernigerode 2013
30. Dieter Pötschke, Gerhard Lingelbach, Bernd Feicke (Hrsg.) unter Mitarbeit von U.-D. Oppitz: Das Burger Landrecht und sein rechtshistorisches Umfeld. Zur Geschichte der Landrechte und ihrer Symbolik im Mittelalter von Rügen bis Niederösterreich, Berlin und Wernigerode 2014
31. Hans-Jürgen Grönke (Hrsg.): Zur Industriegeschichte im Südharz, Berlin und Wernigerode 2016